# Siegfried Häggberg
Karl Reinhold Siegfried Häggberg (ur. 17 września 1887, zm. 2 marca 1963 w Warszawie) – szwedzki inżynier i przedsiębiorca, współpracownik polskiego ruchu oporu w czasie II wojny światowej.

## Życiorys
W 1912 roku ukończył studia inżynieryjne. W 1922 osiedlił się w Polsce, w której został dyrektorem spółek telefonicznych związanych z koncernem LM Ericsson. Pracował przy automatyzacji central sieci telefonicznej, a jego córka nagrała głos na potrzeby polskiej zegarynki.
Wyjechał z Warszawy 22 września 1939 roku wraz korpusem dyplomatycznym, ale wrócił do Polski kilka tygodni po kapitulacji Warszawy. Zabiegał o utrzymanie zatrudnienia wszystkich pracowników PAST zagrożonych zwolnieniami w związku z zaprzestaniem rozbudowy central automatycznych. Podejmował działania na rzecz zatrudniania w oddziałach na terenie Generalnego Gubernatorstwa pracowników wysiedlonych z terenów włączonych do Rzeszy. Dzięki jego interwencjom wielokrotnie zwalniano również aresztowanych polskich pracowników firmy.
W czasie II wojny światowej przemycał również do Szwecji dokumenty polskiego ruchu oporu, które dokumentowały zbrodnie niemieckich nazistów wobec Polaków i Żydów. W 1942 roku został wraz z siedmioma innymi Szwedami aresztowany przez Gestapo, oskarżony o szpiegostwo i rok później skazany na śmierć, ale wyrok cofnięto po interwencji króla Szwecji Gustawa V i w październiku 1944 Häggberg wrócił do Szwecji. Po wojnie kilkakrotnie wracał do Polski. Zaraz po jej zakończeniu zorganizował zbiórkę odzieży dla polskich pracowników PAST-y. W 1947 roku negocjował porozumienie Ericssona z władzami Polski, ale umowa została zerwana.
Zmarł 2 marca 1963 roku w Warszawie i został pochowany w Mariefred w Szwecji.

## Odbiór w kulturze
Häggberg i inni "warszawscy Szwedzi" (Carl Herslow, Sven Norman, Elna Gistedt) zostali opisani w filmie "Hitlers dödsdömda svenskar"  oraz w książce "Lista Szparkowskiego czyli szwedzka układanka".